# Jacob van Schuppen

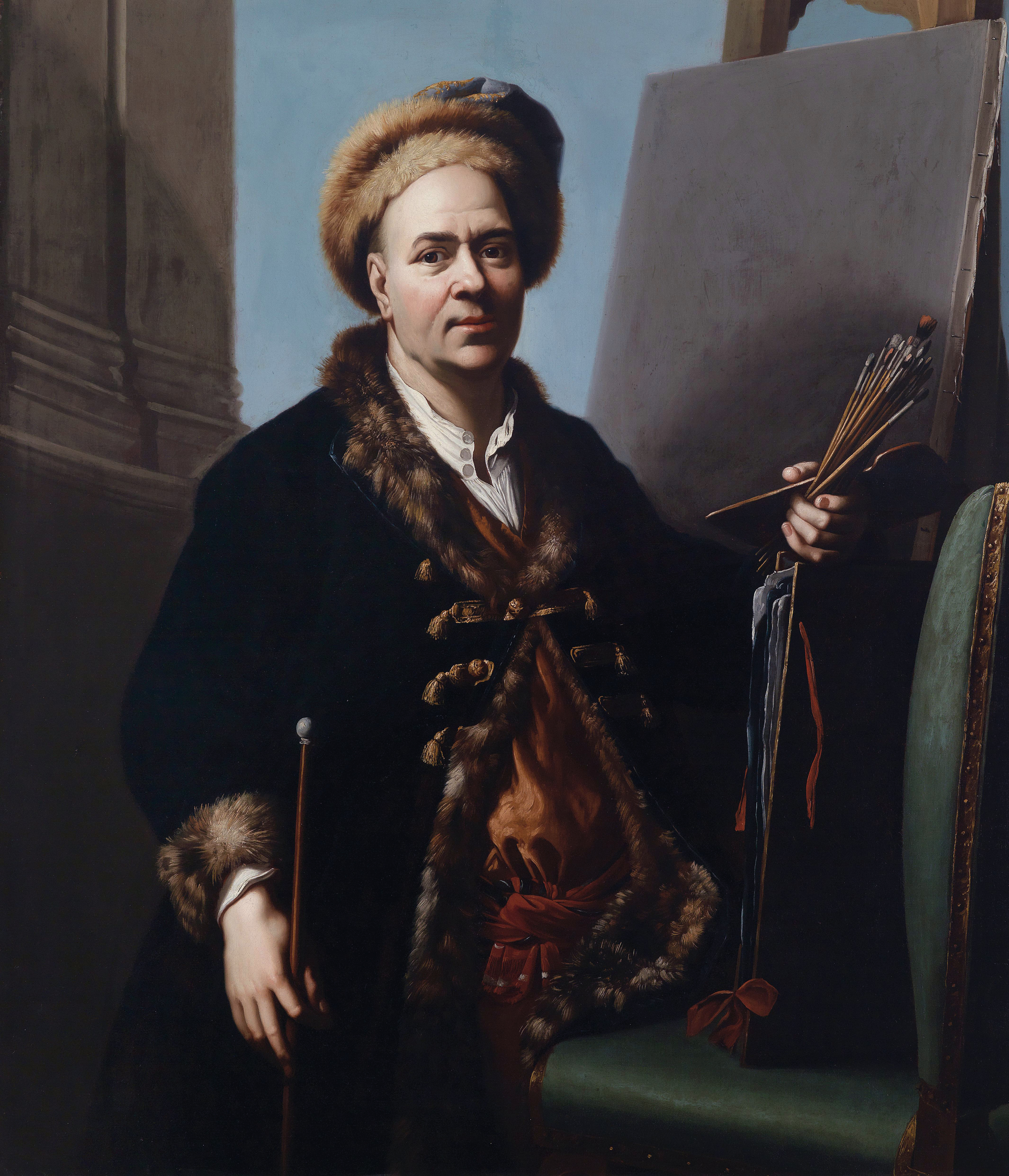
Jacob van Schuppen (Selbstbildnis)

Jacob van Schuppen (* 26. Jänner 1670 in Fontainebleau; † 29. Jänner 1751 in Wien) war Hofmaler am kaiserlichen Hof in Wien.

## Leben

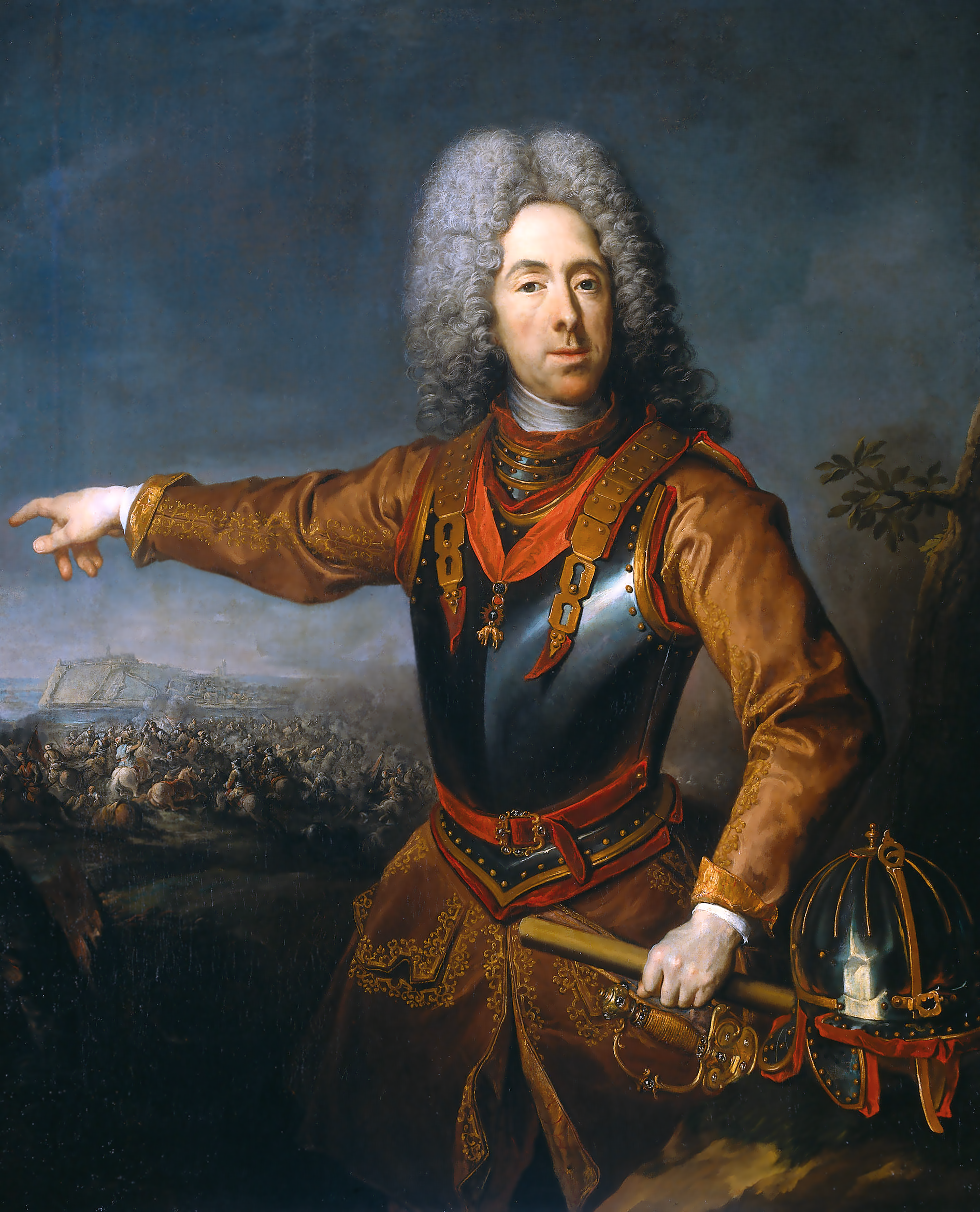
Prinz Eugen von Savoyen, Öl auf Leinwand, 1718. Das Bild hängt als Dauerleihgabe des Rijksmuseum, Amsterdam, im Wiener Belvedere.

Er wurde 1716 nach Wien berufen und 1726 von Kaiser Karl VI. zum Direktor der „K.k. Hofakademie der Maler, Bildhauer und Baukunst“ ernannt, die er zunächst grundlegend reorganisierte. Nach dem Tode Kaiser Karls VI. wurde ab 1740 die Unterstützung des Hofes für die Akademie immer geringer, so dass sie in van Schuppens Privathaus umziehen musste und der Unterricht dann eingestellt wurde. Ein Jahr vor Schuppens Tod wurde die Kunstakademie der Aufsicht des neuen Oberhofbaudirektors Adam Philipp Losy von Losinthal unterstellt.
Zu den bedeutendsten Werken van Schuppens zählen Porträts und Altarbilder in der Wiener Karlskirche und der Salesianerinnenkirche sowie Deckengemälde im Eroica-Saal des Palais Dietrichstein-Lobkowitz.

## Galerie

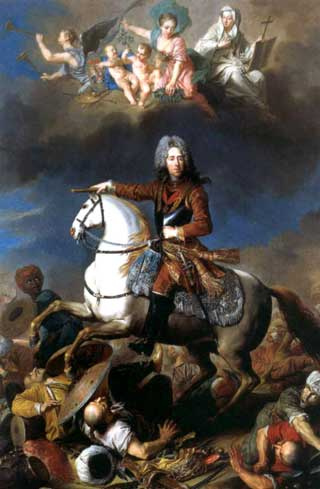
Prinz Eugen von Savoyen
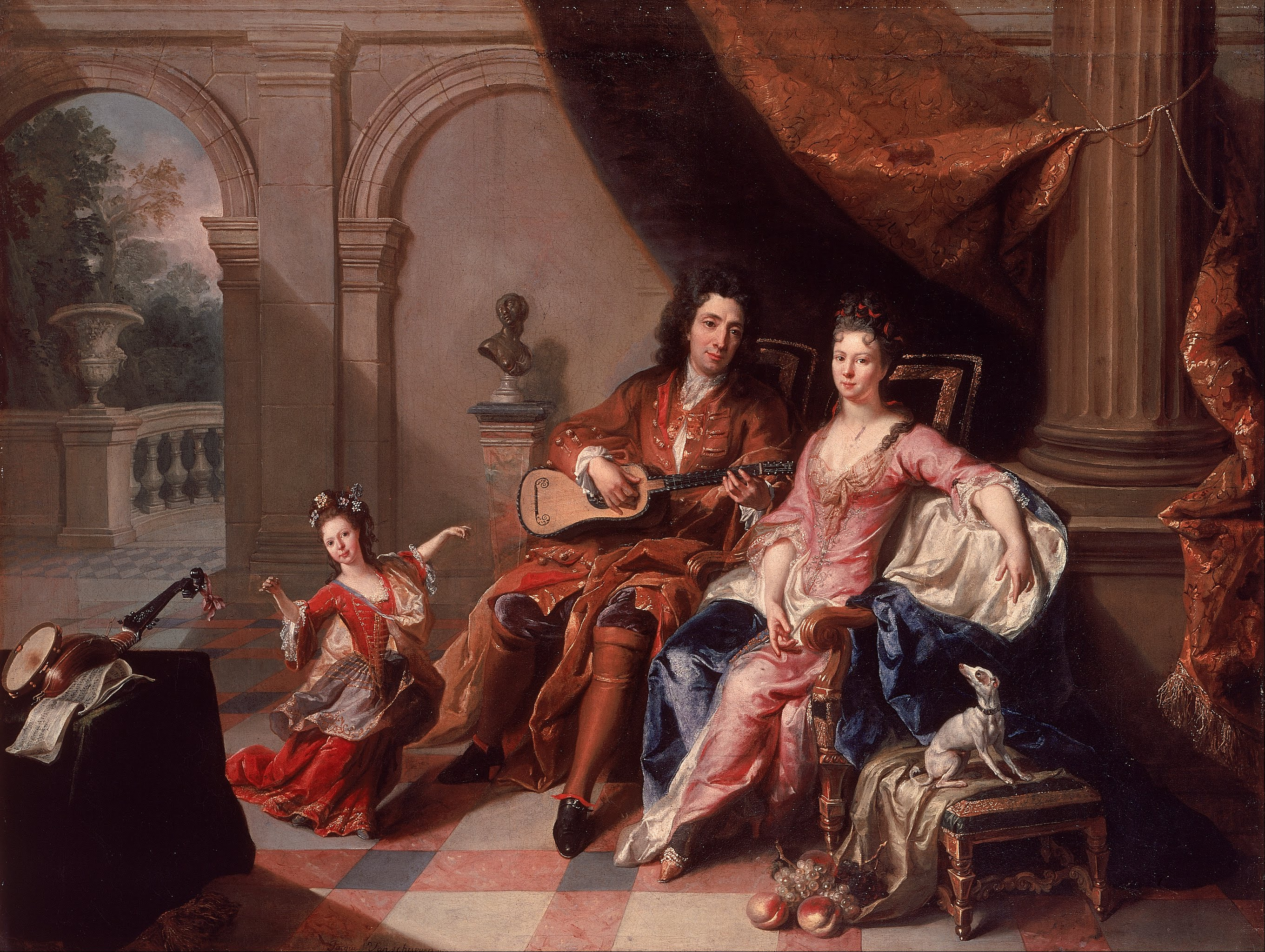
Der Gitarrenspieler
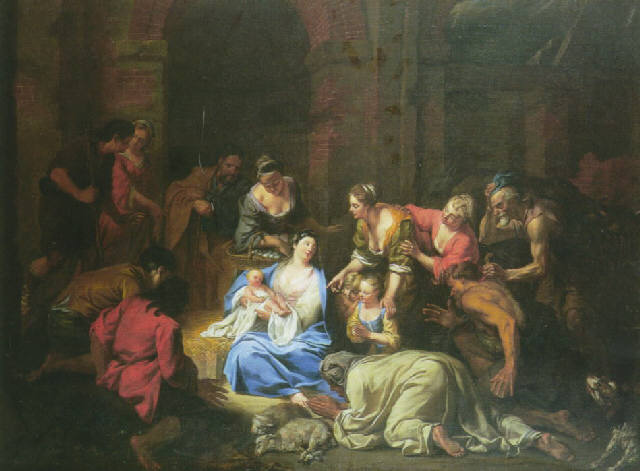
Anbetung der Hirten
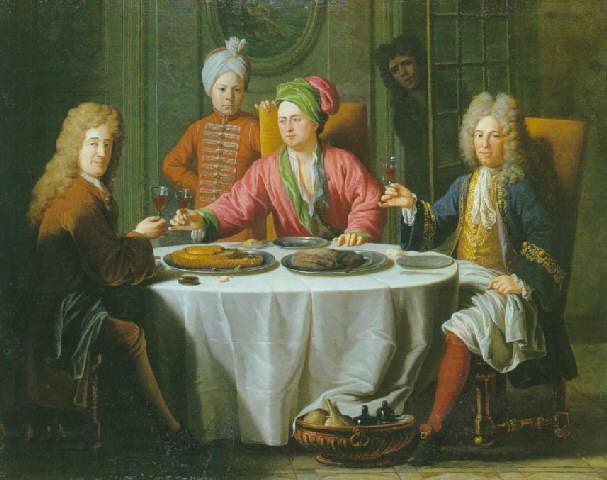
Treffen Adeliger an einem Tisch in einem Zimmer
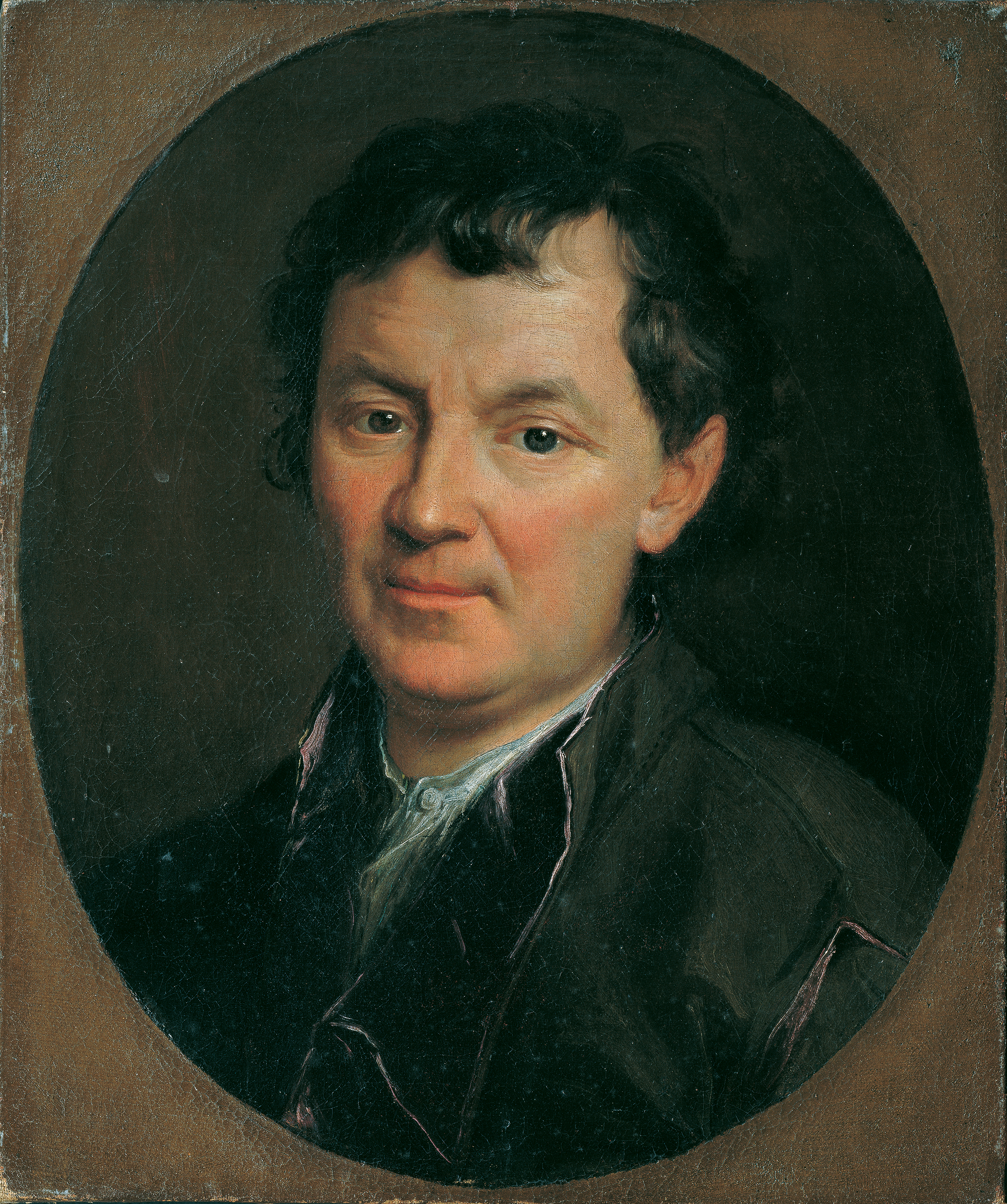
Herrenbildnis, undatiert, Belvedere
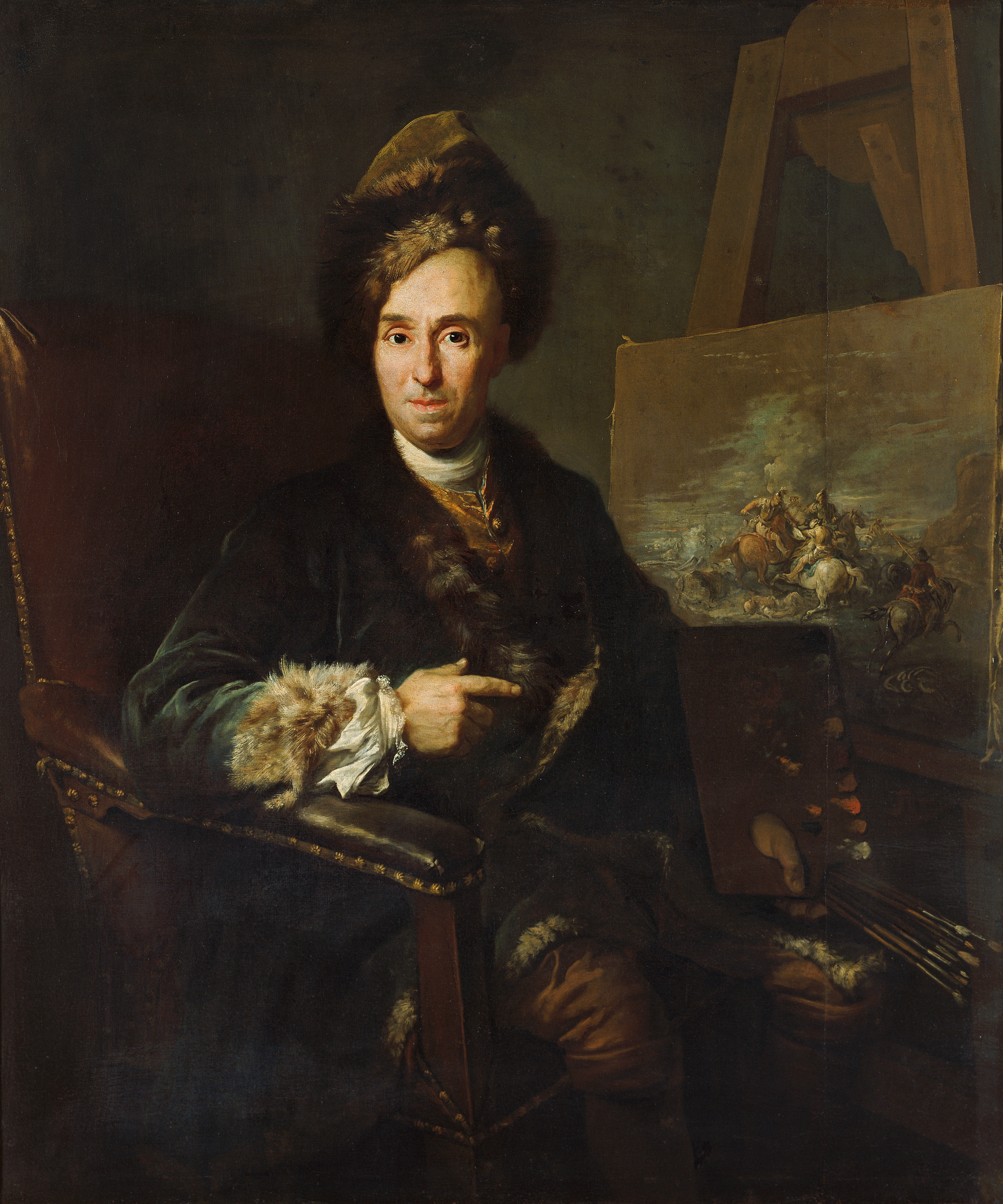
Der Schlachtenmaler Ignace-Jacques Parrocel, um 1716, Belvedere